# Keith Tucker
Pour les articles homonymes, voir Tucker.
Keith Tucker (né à Détroit, dans le Michigan) est un musicien américain d'electro. Membre cofondateur du groupe Aux 88, il est considéré par la presse comme pionnier de la techno de Détroit.

## Biographie
L'artiste commence sa carrière en jouant des reprises de morceaux de Juan Atkins des années 1980 avec son ami Tommy Hamilton, et acquiert une notoriété locale en combinant des performances de breakdance avec les sets de DJ de Tucker et en jouant simultanément des lignes de basse synthétiques rapides. Le premier EP de Tucker (sous le label Frequency) date de 1990 et est une collaboration avec Juan Atkins et Jesse Anderson.
Parmi les inspirations de l'artiste figurent le funk des années 1970, les œuvres du groupe Kraftwerk et la musique classique, en particulier les compositions de Jean-Sébastien Bach. Le style musical de Tucker est un mélange d'electro syncopé et minimaliste avec des rythmes techno modelés sur la Miami bass et une machine Roland TR-808, et son travail fait souvent référence à la technologie, à la science-fiction et aux voyages dans l'espace.
Keith Tucker est également cofondateur du label Puzzlebox Records, créé en 1996, année de son départ du groupe de techno Aux 88, duquel il est cofondateur,. Poursuivant dans la veine new-school de ses sorties Aux, Tucker recherche à la fois la techno et l'electro sur ces douze titres, ses K-1 Agenda (sur Direct Beat) et Lifeform (sur Puzzlebox) étant les plus aboutis du lot. L'EP Lifeform sort en 1997.
En 2010, il sort un nouvel album sous Aux 88 intitulé Black Tokyo. En 2021, il mixe régulièrement en studio pour le LP secret Optic Nerve sous son alias K-1, et collabore avec Dopplereffekt, Anthony Rother et DJ Godfather.

## Discographie notable
- Speaker Worshipping (vinyle édition limitée, Psycho Thrill)
- 1998 : Automaton EP (vinyle, Puzzlebox Records)
- 1998 : Brace Yourself (double vinyle, Electrocord)
- 1999 : Speaker Worshipping EP (vinyle, Dreamhunter)
- 2002 : Stick It In Your Ear (vinyle, End to End)
- 2002 : When Metroplex Was Metroplex (vinyle, Twilight 76 Records)
- 2004 : Fuzion, from Detroit to Rome (vinyle, Electrix Records)
- 2005 : Detroit Saved My Soul (vinyle, Seventh Sign Recordings)